# Rhombicosidodécaèdre gyrobidiminué
Pour les articles homonymes, voir J82.
Le rhombicosidodécaèdre gyrobidiminué est un polyèdre faisant partie des solides de Johnson (J82). Comme son nom l'indique, il peut être obtenu à partir d'un rhombicosidodécaèdre auquel on a détaché deux coupoles décagonales (J5) dont l'une est adjacente à la face opposée et dont on a tourné une coupole décagonale.
Les 92 solides de Johnson ont été nommés et décrits par Norman Johnson en 1966.